# Шарлемань, Людвиг Иванович

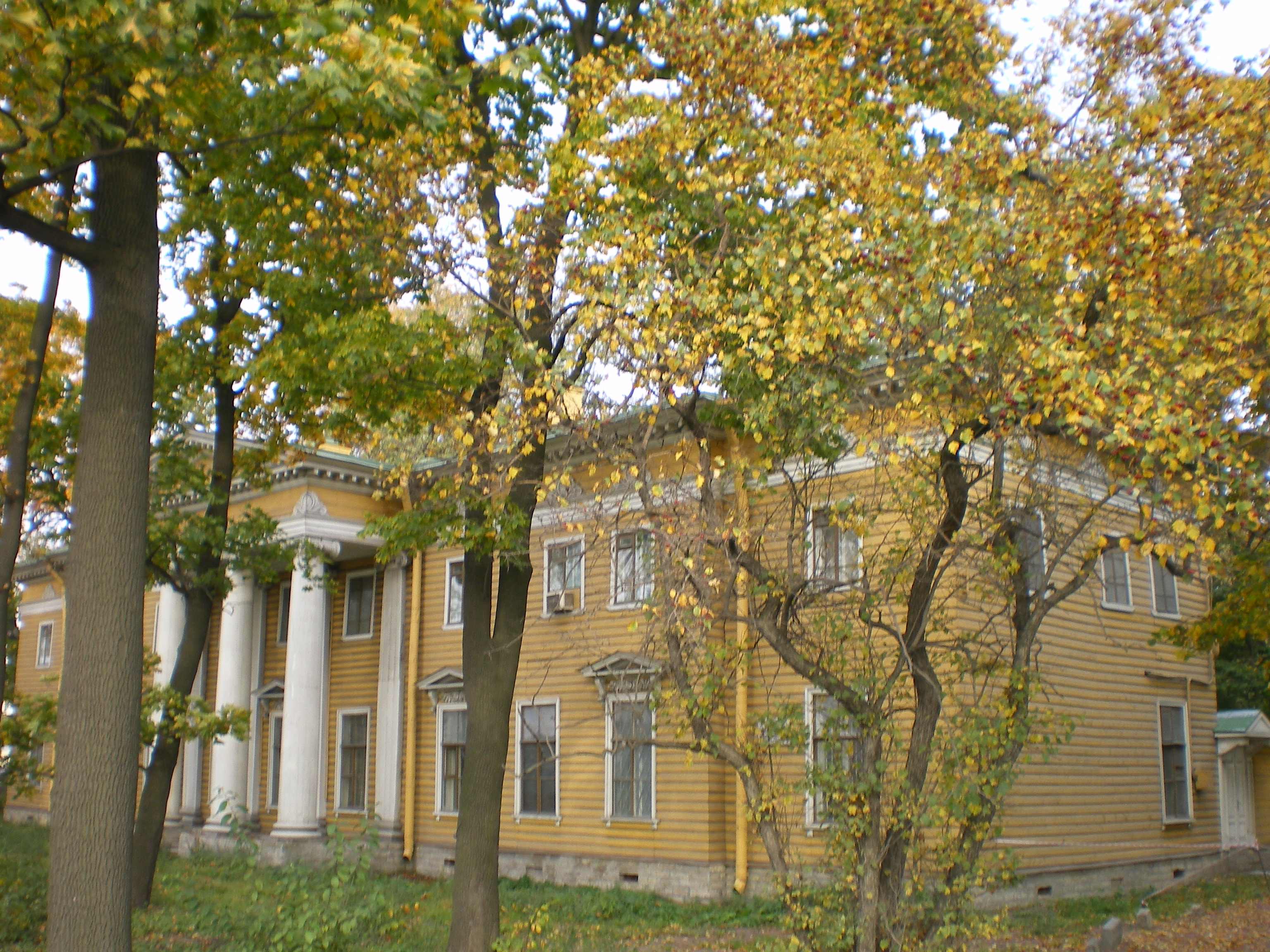
Дача Головина. 2007 год

Людвиг (Людовик) Ива́нович Шарлема́нь (Шарлемань 2-й; 1784 (1788?), Санкт-Петербург — 4 ноября (16 ноября) 1845, там же) — русский архитектор французского происхождения, мастер ампира, представитель художественной династии Шарлеманей, младший брат Иосифа Ивановича Шарлеманя (1-го).

## Биография
Родился в Петербурге, в семье французского скульптора Жана Батиста Боде (Шарлеманя), приехавшего в Россию в 1777 году по приглашению Екатерины II. В 1797 году вместе со своими братьями (Иосифом, Иваном и Карлом) Людвиг поступил в Императорскую Академию художеств. Завершив обучение в 1806 году с золотой медалью 2-й степени, Шарлемань стал работать помощником архитекторов Луиджи Руска и Александра Михайлова 1-го.
С 1820 года Людвиг Шарлемань работал архитектором Гоф-интендантской конторы, где занимается переделками и ремонтом в петербургских дворцах (Елагином, Зимнем, Таврическом и других)
В 1823–1824 гг. Шарлемань построил Головинскую дачу (Выборгская набережная, 63), одно из лучших деревянных зданий в стиле ампир.

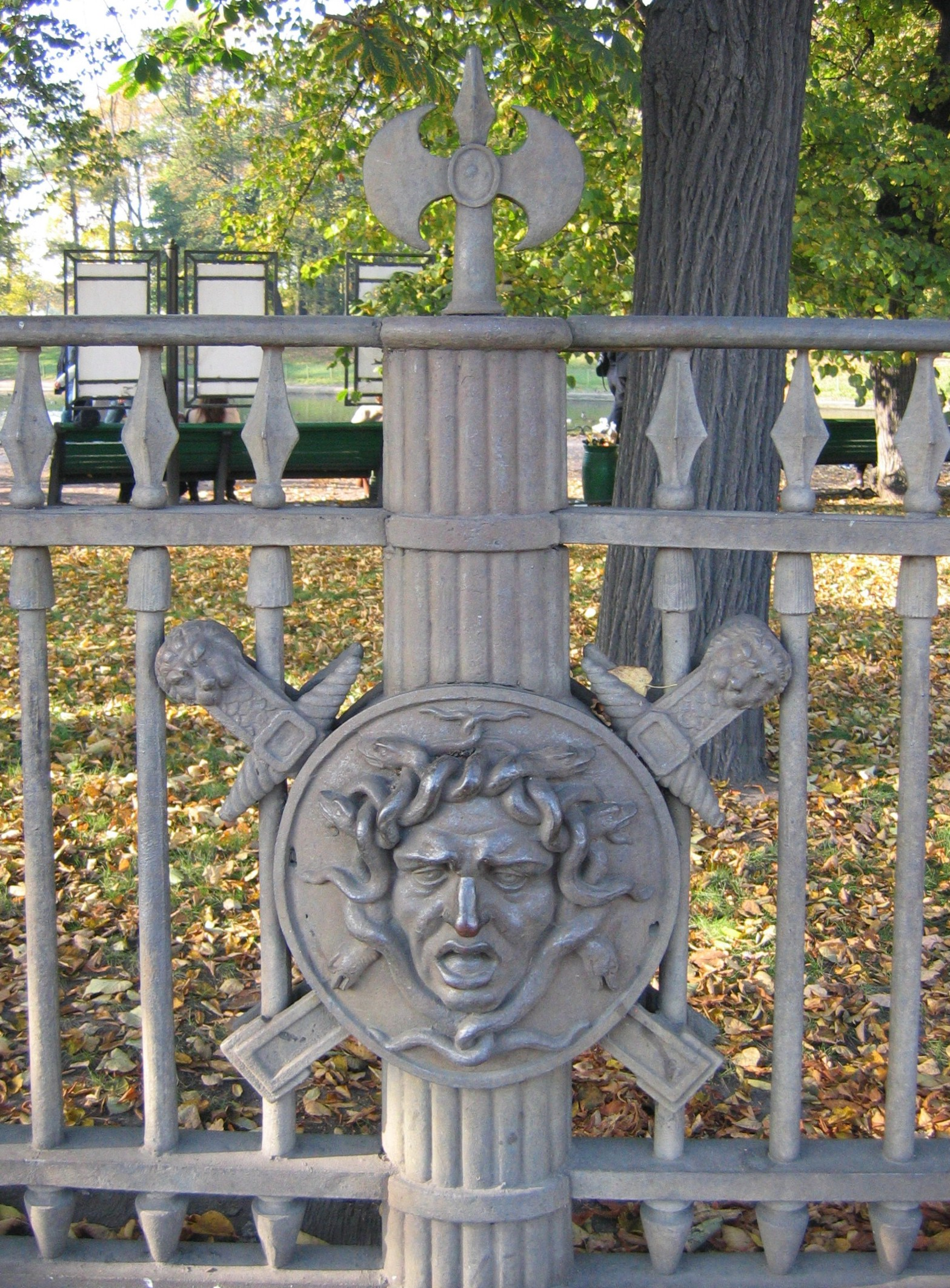
фрагмент решетки Летнего сада, отлитой по проекту Шарлеманя

По его проекту в 1826 году отлита чугунная решётка Летнего сада со стороны Мойки, а в 1827 году там же сооружён Чайный домик, украшенный дорическими колоннами.
На Каменном острове Шарлемань построил Гауптвахту Каменноостровского дворца (1824; Каменноостровский проспект, 77); в 1827–1829 годах перестраивает Собственную Его Императорского Величества дачу (проект Григория Пильникова и Карла Росси), названную впоследствии Старой, или Министерской (набережная Крестовки, 7). В 1836–1838 годах рядом со старой дачей по проекту Шарлеманя было возведено здание Новой (Министерской) дачи (набережная Крестовки, 11).
В 1829–1832 годах по проекту Шарлеманя строится здание Смирительного работного дома (набережная Пряжки, 1, на втором-четвёртом этажах которого находилась церковь св. Николая Чудотворца (не сохранилась). С 1872 года здесь находится больница для душевнобольных.
В 1828–1832 годах по проекту Шарлеманя строится здание Института благородных девиц в Полтаве (генеральный план разработал Александр Штауберт).
В 1830–1833 годах в устье Фонтанки Шарлемань возводит здание Калинкинской больницы (набережная Фонтанки, 166).
В 1831–1834 годах Шарлемань занимается строительством Александринского сиротского дома, куда в 1843 году из Царского Села был переведен Александровский Императорский лицей.
Вместе с архитектором Петром Висконти разработал проект Свято-Троицкого кафедрального собора в Екатеринославе.
Людвиг Иванович Шарлемань умер от водянки в 1845 году. Был похоронен на Волковском лютеранском кладбище.